# Ablepsifobia

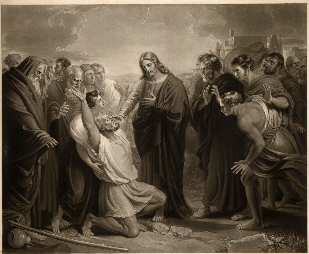
Quadro de Jesus dando visão á um cego

Ablepsifobia é o medo compulsivo (fobia) de ficar cego. A palavra tem o seguinte significado vindo do grego, Ablepsia = perder a visão + phobia = medo.
Normalmente este transtorno acontece após algum trauma familiar e/ou alguma doença preexistente que pode causar a cegueira, o tratamento é feito através de consultas psicológicas e apresentação do real risco de ficar cego.